# 臺灣省農業試驗所分所長宿舍
臺灣省農業試驗所分所長宿舍，位於臺灣臺北市士林區、陽明山上，列歷史建築，今以「豆留森林」之名經營咖啡館作文資活化。

## 歷史

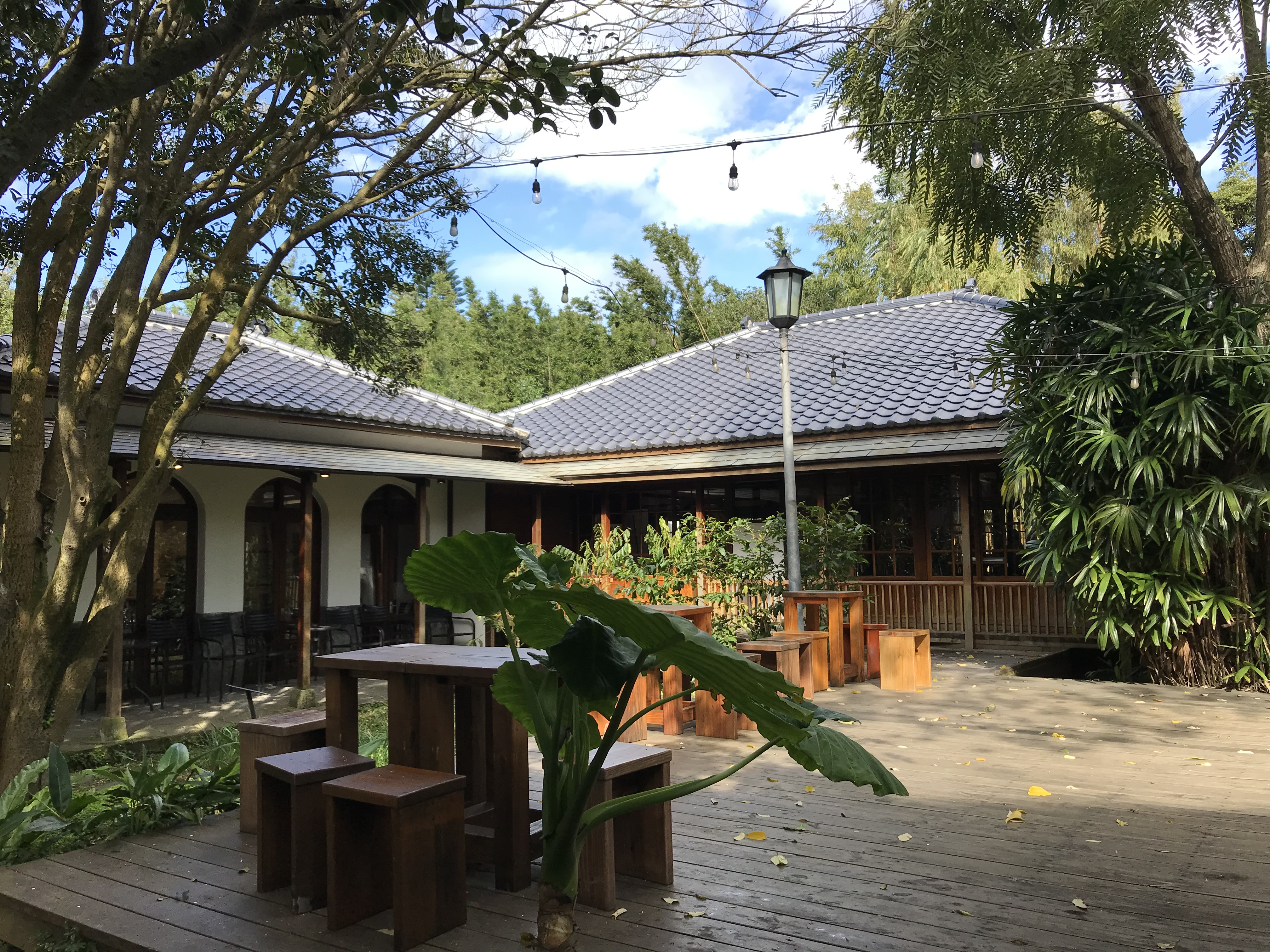
庭園

臺灣省農業試驗所分所長宿舍位於陽明山山仔后交通要道之處、中國文化大學附近，為1937年興建。188平方公尺的宿舍建地有洋式書齋及和式起居、臥室，2190平方公尺的庭園種植竹林。
因史料缺稀，此建物最初用途不知是作阿部伊三郎的別墅、或是財團法人臺北州教化聯合會的會館。日治時期時，阿部伊三郎向吳姓地主購買草山段山仔后小段一八六等五筆土地。戰後，此建物由台灣省行政長官公署財政廳接收，分配給臺灣省農業試驗所士林園藝試驗分所所長馮汶波當眷舍。阿部伊三郎的山林地則由臺灣省行政長官公署日產處理委員會撥交士林園藝試驗分所使用，作為柑橘試驗場。馮汶波在此最初的工作為研究適合陽明山生產的柑橘。
1971年7月10日，臺北市政府工務局養護工程處公園管理所升格成公園路燈管理處，馮汶波改任公園路燈管理處第一任處長。此建物由台灣省政府移轉台北市政府管轄。1977年，監察院財政經濟兩委員會提報，馮汶波在離職後仍繼續使用此在格致路70號的宿舍。2002年，馮汶波去世，家屬遷出。
2012年11月5日，台北市文化局列為臺北市歷史建築。台北市文化局局長劉維公於該年上任後，推動以民間經營方式協助修繕台北市的古蹟、歷史建築，其中就包括此屋。咖啡連鎖品牌「咖瑪咖啡」找來許伯元建築師事務所修復建物、強而青團隊負責庭園景觀。2019年11月19日，以「豆留森林」之名開幕。

## 外部連結
- 豆留森林臉書的Facebook專頁
- 豆留森林官網